# Маунт Върнън (град, Орегон)
Вижте пояснителната страница за други значения на Маунт Върнън.
Маунт Върнън (на английски: Mount Vernon) е град в окръг Грант, щата Орегон, САЩ. Маунт Върнън е с население от 595 жители (2000) и обща площ от 1,8 km². Намира се на 873,25 m надморска височина. ЗИП кодът му е 97865, а телефонният му код е 541.